# Graudrongo
Der Graudrongo (Dicrurus leucophaeus) ist eine Vogelart aus der Familie der Drongos (Dicruridae). Er brütet in den Bergen vom östlichen Afghanistan bis nach Südchina und Indonesien. Manche ziehen vom Himalaya über Winter nach Südindien und Sri Lanka.

## Merkmale
Der Graudrongo erreicht eine Körperlänge von 29 cm. Er ist vollständig aschgrau. Flügel und Schwanz sind dunkler gefärbt, die Basis des Schnabels und die Zügel sind schwarz, die Ohrdecken rauchfarben. Bei manchen Exemplaren sind die Zügel blasser und sie haben weiße Markierungen im Gesicht. Die Unterseite ist blass aschgrau und wird zum Bauch hin noch etwas heller. Der Schwanz ist lang und tief gegabelt.
Der kräftige Schnabel ist schwarz, die Augen rötlichbraun bis schwarz und die Füße grau.
Die Gefiederfärbung der Unterart mouhoti ist dunkel stahlgrau mit hellerer Unterseite. Die Unterart nigrescens ist schwärzer. Adulte Vögel von leucogenis sind hellgrau mit schwarzer Stirn und weißlichem Gesicht, salangensis sind dunkler als leucogenis mit grauen Ohrdecken.

## Lebensraum und Lebensweise
Graudrongos kommen an Waldrändern und in offenen Wäldern, aber auch in Parks vor. Man findet sie in Höhen bis 2.750 m. Sie sitzen im Wald einige Meter über dem Boden oder offen auf Telefonkabeln in freiem Gelände und jagen Insekten. Graudrongos sind furchtlose und aggressive Vögel die auch größere Vögel attackieren, wenn die sich ihren Nestern nähern. Andere kleine Vögel bauen zu ihrem Schutz oft ihre Nester in der Nähe von Drongos.

## Gefährdung
Der Bestand wird von der IUCN als nicht gefährdet (Least Concern) eingestuft. Das Verbreitungsgebiet ist extrem groß. Die Populationsentwicklung ist nicht bekannt aber es ist nicht anzunehmen, dass die Population in einem Maß abnimmt, das die Art als gefährdet erscheinen lässt.

## Unterarten
Laut Zoonomen sind fünfzehn Unterarten anerkannt. Es handelt sich hierbei um:
- Dicrurus leucophaeus batakensis (Robinson & Kloss, 1919) – Nordsumatra (Aceh und Batak-Hochland).[7]
- Dicrurus leucophaeus bondi Meyer de Schauensee, 1937 – West- und Ostthailand, Kambodscha, Südlaos und Südvietnam.[7]
- Dicrurus leucophaeus celaenus Oberholser, 1912
- Dicrurus leucophaeus hopwoodi Baker, ECS, 1918 – Brütet im Ost-Himalaya, im Südwesten und Süden Chinas, in Nord und Zentral Myanmar, Ost- und Nordvietnam. Zieht nach Süd- bis Westbengalen, Südassam, Bangladesch, Südchina und Südmyanmar, Nord- und Ostthailand und nach Südlaos.[7]
- Dicrurus leucophaeus innexus (Swinhoe, 1870) – Hainan.[7]
- Dicrurus leucophaeus leucogenis (Walden, 1870) – Ost- und Zentral-China, zieht nach Süd-China, Nordlaos, Ostthailand, Kambodscha, Tanintharyi-Division und Malaiische Halbinsel.[7]
- Dicrurus leucophaeus leucophaeus Vieillot, 1817 – Simeulue, Java, Bali, Lombok und Südwest Philippinen.[7]
- Dicrurus leucophaeus longicaudatus Jerdon, 1862 – Brütet im Süd-Himalaya, nicht brütend im Tiefland und bis Indien mit Ausnahme von Punjab, Sindh und den ariden Teilen von Rajasthan und Gujarat sowie nach Süden bis Sri Lanka.[7]
- Dicrurus leucophaeus mouhoti (Walden, 1870) – Brütet in Südwest und Westmyanmar, Laos und Annam, zieht nach Südmyanmar, Südthailand und Kambodscha.[7][2]
- Dicrurus leucophaeus nigrescens Oates, 1889 – Südmyanmar und Malaiische Halbinsel, verstreut südlich bis Singapur.[7]
- Dicrurus leucophaeus periophthalmicus (Salvadori, 1894) – Sipura und Pagai.[7]
- Dicrurus leucophaeus phaedrus (Reichenow, 1904) – Zentral- und Südsumatra.[7]
- Dicrurus leucophaeus salangensis Reichenow, 1890 – Südost-China, zieht in den Süden bis Hainan, Süd-Indochina, Ost-, Zentral und Südthailand sowie die Malaiische Halbinsel.[7]
- Dicrurus leucophaeus siberu Chasen & Kloss, 1926 – Siberut.[7]
- Dicrurus leucophaeus stigmatops (Sharpe, 1879) – Nordborneo.[7]

Allerdings wird in The Clements Checklist of Birds of the World die Unterart D. l. celaenus nicht anerkannt.